# 80 Sappho
80 Sappho هو كويكب، يقع ضمن حزام الكويكبات. اكتشف في 2 مايو 1864. وقد اكتشفه نورمان بوغسون.

## روابط خارجية
- 80 Sappho في قاعدة بيانات مختبر الدفع النفاث لأجرام النظام الشمسي الصغيرة

- الاكتشاف · مخطط المدار ·  العناصر المدارية · المعلمات المادية

- 80 Sappho على موقع ويكي سكاي: DSS2, SDSS, GALEX, IRAS, Hydrogen α, X-Ray, Astrophoto, Sky Map, Articles and images